# Pánduovci
Pánduovci (v sanskrtu पाण्‍डव) jsou polobožský rod, o němž pojednává staroindický epos Mahábhárata. Rod počíná králem Pánduem (synem Vjásovým), jehož potomci (pět bratrů - Judhišthira, Bhíma, Ardžuna, Nakula a Sahadéva) soupeřili s rodem Kuruovců (potomci krále Dhrtaráštry).
Pándu jednou usmrtil při lovu jelena v pohlavním aktu, byl to však bráhman dočasně proměněný v jelena. Než zemřel, vyslovil kletbu, že Pándu zemře při milostných hrátkách. Po návratu z lovu se Pándu rozhodl přenechat vládu bratru Dhrtaráštrovi a odejít i se svými dvěma ženami žít o samotě. Kvůli kletbě nemohl zplodit potomka, a tak požádal svoji ženu Kuntí, aby použila mantru, kterou kdysi získala a díky níž mohla mít syna s kterýmkoliv člověkem nebo bohem. Tak se postupně Pánduově ženě narodili tři synové. Pándu ji požádal, aby mantru propůjčila jeho druhé ženě, Mádrí, které se pak narodila dvojčata. Po čase Pándu zapomněl na kletbu a při sexu zemřel. Jeho potomci s Kuntí (Mádrí vstoupila na Pánduovu pohřební hranici – satí) odešli za králem Dhrtaráštrou, který je přijal a spolu s Kuruovci vychovával. Posléze se začaly množit útoky Kuruovců na Pánduovce, čímž započaly spory mezi rody, které vyvrcholily velkou bitvou, kterou za pomoci Kršny vyhráli Pánduovci.